# 표트르 트카초프 (공학자)
표트르 안드레예비치 트카초프(러시아어: Пётр Андреевич Ткачёв, 1934년 7월 9일~2012년 6월 13일)는 소련의 화기 설계자이자 공학자이다. 그는 AO-63, AO-38과 같은 돌격소총을 개발했으며, AK-107에 사용되는 평형 반동 시스템을 개발했다.

## 같이 보기
- AO-63
- AK-107